# Jean Sylvain Bailly
Jean Sylvain Bailly (ur. 15 września 1736 w Paryżu, zm. 12 listopada 1793 tamże) – francuski astronom, wolnomularz, polityk, mer Paryża, członek Stanów Generalnych i Konstytuanty, jeden z przywódców rewolucji francuskiej. Znany ze swoich obliczeń orbity komety Halleya (1759) i badań nad czterema satelitami Jowisza.

## Życiorys

### Badania naukowe
W roku 1759 rozpoczął badania nad kometą Halleya. Rok później założył obserwatorium, skąd prowadził obserwacje satelitów Jowisza. Został wybrany do Francuskiej Akademii Nauk w roku 1763. Jego najważniejszymi pracami były Essai sur la theorie des satellites de Jupiter (1766) i Memorires sur les inegalites de la lumiere des satellites de Jupiter (1771). Na jego cześć największy widoczny krater księżycowy nosi nazwę Bailly.

### Działalność polityczna
Był stałym członkiem loży masońskiej Dziewięciu Sióstr przy ulicy Pot-de-Fer. W roku 1789 wybrany został deputowanym stanu trzeciego. W trakcie Stanów Generalnych był jednym z czołowych przywódców partii patriotycznej. Niedługo potem został wybrany przewodniczącym obrad. Gdy 20 czerwca król Ludwik XVI rozkazał zamknąć salę obrad, Bailly wezwał deputowanych Zgromadzenia Narodowego do zebrania się w pawilonie nieopodal. Tam wspólnie z innymi deputowanymi złożył przysięgę w sali do gry w piłkę. Na plenarnym posiedzeniu król ogłosił kasacje uchwały stanu trzeciego, wezwał do rozejścia się posłów i obradowania w osobnych kolegiach stanowych. Gdy mistrz ceremonii markiz de Dreux-Brézé, ponownie nakazał posłom opuścić salę. Bailly odpowiedział, że naród nie może od nikogo otrzymywać rozkazów.
15 lipca 1789 roku Bailly objął funkcję mera Paryża. W grudniu 1789 ujawniono nieudany spisek markiza de Favras. Ofiarami zamachu paść mieli: Baily, markiz de La Fayette i minister finansów Jacques Necker. Początkowo Baily należał do klubu Bretońskiego, jednak pod koniec 1789 opuścił go, by w kwietniu 1790 wraz z La Fayettem i Jeanem Josephem Mounierem powołać własną organizację – Towarzystwo 1789 roku. Podczas obrad Konstytuanty z 21 czerwca 1791 roku w sprawie ucieczki rodziny królewskiej z Paryża, Bailly próbował ratować wizerunek monarchy, formułując tezę o jego uprowadzeniu. 17 lipca 1791 roku w reakcji na antymonarchistyczną petycję podpisywaną na Polu Marsowym, Bailly naciskany przez Konstytuantę, ogłosił stan wyjątkowy. Wraz z silnymi oddziałami Gwardii Narodowej i La Fayettem, ruszył na Pole Marsowe. Tam gwardia oddała strzały do protestujących, zabijając około 50 osób.
Pod koniec roku 1793 uciekł do Melun, aby przyłączyć się do swojego przyjaciela Pierre'a-Simona Laplace'a. Został jednak rozpoznany, aresztowany i 10 listopada postawiony przed Trybunałem Rewolucyjnym w Paryżu, a następnie zgilotynowany. Jego egzekucja odbyła się na usypanej górze śmieci na Polach Marsowych.